# Qixiang Shan
Der Qixiang Shan (chinesisch 气象山, Pinyin Qìxiàng Shān – „Meteorologieberg“) ist ein 17 Meter hoher felsiger Hügel auf der Fildes-Halbinsel von King George Island, der größten der Südlichen Shetlandinseln. 
Der Hügel inmitten der chinesischen Große-Mauer-Station misst 50 Meter im Durchmesser und ist schwierig zu besteigen.
Er wurde 1985 bei den Vermessungsarbeiten im Vorfeld des Stationsbaues nach seiner Nähe zur damaligen Wetterstation benannt.